# Gunnar Langborg
Gunnar Helmfrid Langborg, född 30 juni 1876 i Dunkers församling, Södermanlands län, död 12 mars 1928 i Stockholm, var en svensk tävlingscyklist. Han var bror till Per och Helmer Langborg.
Langborg tävlade för första gången i Stockholms Amatörförenings tävlan i Uppsala 1894, då han erövrade ett andra och ett fjärde pris. Samma år erövrades även ett andra extra pris vid Gefle Velocipedklubbs tävling. Året därpå erövrade han inte mindre än tre första pris, varav det ena erövrades i Svenska Hjulförbundets tävlan vid Örebro, samt ett andra och ett fjärde pris. Dessutom erövrades tre av Stockholms Amatörförenings distansmedaljer, nämligen två bronsmedaljer för resp. 130 km på 5.47 och 70 km på 2.58 samt en silvermedalj för 75 km på 2.47. År 1896 erövrade han fem andra ett tredje pris. Det sistnämnda samt tre av de förra hemfördes från Göteborg. På stockholmsbanan erhöll han endast ett andra pris i konsolationslöpning. Han var sedan 1892 även verksam i firman Helmer Langborgs Idrottsmagasin.